# Dywizja Ochotnicza (II RP)
Dywizja Ochotnicza (22 Dywizja Piechoty) – wielka jednostka piechoty Wojska Polskiego II RP w 1920.

## Historia dywizji
22 lipca 1920 r. Generalny Inspektor Armii Ochotniczej, gen. broni Józef Haller wydał rozkaz o sformowaniu Dywizji Ochotniczej. Na dowódcę dywizji wyznaczony został ppłk Adam Koc.
Do formowania dywizji przystąpiono w sierpniu 1920 r., w Twierdzy Modlińskiej. W skład dywizji włączono 101 rezerwowy oraz 201, 202 i 205 ochotnicze pułki piechoty.
15 września 1920 roku stan żywionych w Dywizji Ochotniczej wynosił (w nawiasach podano stan bojowy): 343 (157) oficerów, 27 podchorążych oraz 12.368 (5.457 pieszych i 383 jezdnych) podoficerów i szeregowych, a ponadto 9 cywilów, 21 jeńców i internowanych, 869 koni wierzchowych i jucznych, 1.023 koni artyleryjskich i 2.185 koni taborowych. Na uzbrojeniu dywizji znajdowało się 129 karabinów maszynowych i 56 dział polowych. Tabor liczył 1.181 wozów, 97 kuchni polowych i 2 samochody.
W listopadzie 1920 dywizja została rozformowana, a pułki ochotnicze zdemobilizowane. Ten sam los miał spotkać 101 Rezerwowy pułk piechoty, jednak w uznaniu zasług Naczelny Wódz postanowił pozostawić jednostkę na stopie pokojowej. Stan osobowy pułku uzupełniony został żołnierzami z trzech likwidowanych pułków ochotniczych oraz przybyłą z niewoli rosyjskiej kadrą oficerską byłej Dywizji Syberyjskiej. W celu zachowania tradycji pułk przemianowany został na 3 pułk syberyjski.
Z chwilą przemianowania 101 pułku dotychczasowa Brygada Syberyjska została rozwinięta do ram dywizji. W październiku 1921 r. Dywizja Syberyjska przemianowana została na 30 Dywizję Piechoty, a 1, 2 i 3 pułki syberyjskie odpowiednio na 82, 83 i 84 pułki piechoty.

## Organizacja Dywizji Ochotniczej

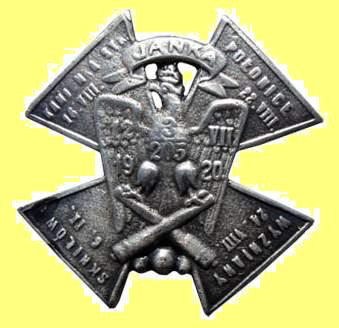
Odznaka pamiątkowa baterii „Janka” 205 pułku piechoty

- Kwatera Główna Dywizji Ochotniczej
- I Brygada
  - 201 ochotniczy pułk piechoty
  - 205 ochotniczy pułk piechoty
- II Brygada
  - 202 ochotniczy pułk piechoty
  - 101 rezerwowy pułk piechoty
- 201 pułk artylerii polowej
- batalion saperów
  - kompania saperów ochotnicza
  - kompania saperów
  - kolumna saperska
- dywizjon strzelców konnych ochotniczy
  - szwadron rtm. Królikowskiego
  - ochotniczy oddział kresowy
- kompania telegraficzna rezerwowa nr I (przeformowana na kompanię telegraficzną dywizyjną)
- kompania sztabowa
- pluton żandarmerii
- poczta polowa nr 67
- kompania sanitarna
- piekarnia polowa ochotnicza
- szpital koni
- park uzbrojenia dywizji
- warsztat uzbrojenia dywizji
- urząd gospodarczy
- 6 x kolumn taborowych
- warsztat taborowy

Oddziały podporządkowane:
- Dowództwo 17 pułku artylerii ciężkiej wielkopolskiej
  - dowódca – mjr Leonard Lubański (równocześnie dowódca artylerii Dyw. Ochot.)
- II dywizjon 17 pułku artylerii ciężkiej wielkopolskiej (uzbrojony w 75 mm armaty wz. 1897)
  - dowódca – kpt. Stanisław Przywecki
  - 4 bateria – por. Edward Przybylski
  - 5 bateria – por. Zygmunt Kapsa
  - 6 bateria – por. Wojciech Dombek
- IV dywizjon 14 pułku artylerii polowej wielkopolskiej
  - 11 bateria
  - 12 bateria
- szpital polowy Nr 406
- kolumna taborów nr 141
- kolumna taborów nr 520

W I dekadzie września 1920 roku w skład Dywizji Ochotniczej włączone zostały:
- batalion marszowy 263 pułku piechoty kresowej z DOG Pomorze,
- I dywizjon 216 pułku artylerii polowej (12 rosyjskich armat kal. 76,2 mm w trzech bateriach),
- 1 oddział lotny (częściowo konny),

które utworzyły Grupę mjr. Kościałkowskiego.

## Obsada personalna Dywizji Ochotniczej
Obsada personalna Dywizji Ochotniczej. Skrótem VM wziętym w nawias zaznaczono żołnierzy odznaczonych Krzyżem Srebrnym Orderu Virtuti Militari
- dowódca dywizji – ppłk Adam Koc
- szef sztabu – por. (Roman?) Michałowski
- kapelan dywizji – ks. Szczęsny Starkiewicz
- dowódca I Brygady – ppłk Jerzy Ferek-Błeszyński
- dowódca I Brygady – ppłk SG Mieczysław Wyżeł-Ścieżyński (VM)
- dowódca 205 pp – mjr Bernard Mond
- dowódca II Brygady – ppłk Andrzej Kopa
- dowódca 202 pp – mjr Modest Sierant
- dowódca 101 pp – ppłk Włodzimierz Hellmann
- dowódca 201 pap – mjr Ludwik Jurkiewicz